# William Hodge
William Vallance Douglas Hodge (sinh ngày 17 tháng 6 năm 1903 - mất ngày 7 tháng 7 năm 1975) là một nhà toán học người Anh, đặc biệt chuyên môn của ông là về Hình học. 
Phát hiện ra mối quan hệ topo ảnh hưởng sâu rộng giữa hình học đại số và hình học vi phân và ông đã phát biểu Giả thuyết Hodge và liên quan tổng quát hơn đa tạp Kahler  gây nên ảnh hưởng lớn đến sự phát triển trong hình học.

## Tiểu sử
Ông sinh ra ở Edinburgh vào năm 1903, con trai của Archibald James Hodge, người tìm kiếm các hồ sơ công cộng, và mẹ là Jane Vallance.  Họ sống tại 1 nhà thờ Hill Place ở huyện Morningside. 
Ông theo học Cao đẳng George Watson, và theo học tại Đại học Edinburgh, tốt nghiệp Thạc sĩ năm 1923. Với sự giúp đỡ từ ET Whittaker, có con trai JM Whittaker là một người bạn đại học, sau đó ông đã lấy bằng Đại học ở Cambridge Tripos. Tại Cambridge ông chịu ảnh hưởng của hình học HF Baker. Ông đã đạt được một MA thứ hai vào năm 1925.
Năm 1926 anh đã giảng dạy tại Đại học Bristol, và bắt đầu làm việc trên giao diện giữa các trường Ý của hình học đại số, đặc biệt là vấn đề được đặt ra bởi Francesco Severi, và các phương pháp topo của Solomon Lefschetz. Điều này khiến uy tín của mình, nhưng dẫn đến một số hoài nghi ban đầu trên một phần của Lefschetz. Theo hồi ký của Atiyah, Lefschetz và Hodge năm 1931 đã có một cuộc họp ở Max Newman phòng 's tại Cambridge, để cố gắng giải quyết vấn đề này. Cuối cùng Lefschetz đã bị thuyết phục.  Năm 1928, ông được bầu là Uỷ viên của Hội Hoàng gia Edinburgh. Có kiến nghị của ông là Sir Edmund Taylor Whittaker, Ralph Allan Sampson, Charles Glover Barkla, và Sir Charles Galton Darwin. Ông đã được trao giải thưởng Jubilee Gunning Victoria của Hội trong giai đoạn năm 1964 đến năm 1966. 
Năm 1930 Hodge đã được trao một học bổng nghiên cứu tại Trường Cao đẳng St. John, Cambridge. Ông đã dành một năm 1931-2 tại Đại học Princeton, nơi Lefschetz là, tham quan cũng Oscar Zariski tại Đại học Johns Hopkins. Tại thời điểm này, ông cũng đã được đồng hóa de Rham lý của, và xác định các Hodge sao hoạt động. Nó sẽ cho phép anh ta để xác định hình thức hài hòa và do đó tinh chỉnh lý thuyết de Rham.
Khi trở về Cambridge, ông được cung cấp một vị trí Đại học Giảng viên vào năm 1933. Ông trở thành giáo sư Lowndean Thiên văn học và hình học tại Cambridge, một chức vụ mà ông tổ chức từ năm 1936 đến 1970. Ông là người đứng đầu đầu tiên của DPMMS.
Ông là Thạc sĩ Pembroke College, Cambridge 1958-1970, và phó chủ tịch của Hiệp hội Hoàng gia từ năm 1959 đến năm 1965. Ông được phong tước hiệp sĩ vào năm 1959. Trong số các danh hiệu khác, ông đã nhận được giải thưởng Adams vào năm 1937 và Huân chương Copley của royal Society vào năm 1974.
Ông qua đời ở Cambridge vào ngày 07 tháng 7 năm 1975.

## Công việc
Các định lý index Hodge là một kết quả trên ngã tư số lý thuyết cho đường cong trên một bề mặt đại số: nó quyết định chữ ký của tương ứng hình thức bậc hai. Kết quả này được tìm kiếm bởi các trường Ý của hình học đại số, nhưng đã được chứng minh bằng các phương pháp topo của Lefschetz.
Lý thuyết và ứng dụng của Harmonic Integrals  tóm tắt sự phát triển Hodge trong suốt những năm 1930 của lý thuyết chung của mình. Điều này bắt đầu với sự tồn tại đối với bất kỳ số liệu Kahler của một lý thuyết về Laplacians - nó áp dụng cho một loạt đại số V (giả định phức tạp, projective và không ít) vì projective không gianriêng của mình mang một thước đo như vậy. Trong cohomology de Rham điều khoản, một lớp cohomology của mức độ k được đại diện bởi một k α Phi Luật Tân trên V (C). Không có đại diện độc đáo; nhưng bằng cách giới thiệu ý tưởng về hình thức hài hòa (Hodge vẫn gọi họ là 'tích'), đó là giải pháp củaPhương trình Laplace, người ta có thể có được α độc đáo. Điều này có quan trọng, hậu quả trực tiếp của việc tách lên
H k (V (C), C)
vào subspaces
H p, q
theo số p của holomorphic chênh lệch dz i rúc để tạo nên α (không gian cotang được kéo dài bởi dz i và hợp chất phức tạp của họ). Các kích thước của các subspaces là số Hodge.
Đây phân hủy Hodge đã trở thành một công cụ cơ bản. Không chỉ làm kích thước h p, q tinh chỉnh các số Betti, bằng cách phá vỡ chúng thành nhiều phần với ý nghĩa hình học mang tính chất; nhưng sự phân hủy chính nó, như một thay đổi 'cờ' trong một không gian vector phức tạp, có một ý nghĩa trong mối quan hệ với vấn đề môđun. Theo nghĩa rộng, lý thuyết Hodge góp cả vào rời rạc và phân loại liên tục giống đại số.
Phát triển hơn nữa bởi những người khác dẫn đặc biệt để một ý tưởng về cấu trúc Hodge hỗn hợp trên giống số ít, và để suy sâu sắc với étale cohomology.

## Lập ra giả thuyết Hodge
Các giả thuyết Hodge trên không gian 'giữa' H p, p là vẫn chưa được chứng minh. Nó là một trong bảy thiên niên kỷ giải vấn đề thiết lập bởi Viện Toán học Clay.

## Xuất bản
- Hodge, W. V. D. (1941), Lý thuyết và ứng dụng của Harmonic Integrals, Cambridge University Press, ISBN 978-0-521-35881-1, MR 0003947
- Hodge, W. V. D.; Pedoe, D. (1994) [1947], Phương pháp đại số hình học, Tập I (Quyển II), Cambridge University Press, ISBN 978-0-521-46900-5[5]
- Hodge, W. V. D.; Pedoe, Daniel (1994) [1952], Phương pháp đại số hình học: Tập 2 Sách III: Lý thuyết chung của đại số trong không gian xạ. Sách IV: đồng tác giả với Grassmann., Cambridge Mathematical Library, Cambridge University Press, ISBN 978-0-521-46901-2, MR 0048065 {{Chú thích}}: no-break space character trong |title= tại ký tự số 93 (trợ giúp)[6]
- Hodge, W. V. D.; Pedoe, Daniel (1994) [1954], Phương pháp đại số hình học: Tập 3, Cambridge University Press, ISBN 978-0-521-46775-9[7]

## Thông tin khác
Hodge cũng viết với Daniel Pedoe, một tác phẩm gồm 3 chương Phương pháp đại số hình học, về hình học đại số cổ điển, với nội dung cụ thể hơn nhiều - minh họa mặc dù những gì Elie Cartan gọi là 'trác táng của các chỉ số, ký hiệu trong thành phần của nó. Theo Atiyah, điều này được dự định để cập nhật và thay thế HF Baker's Principles of Geometry.

## Gia đình
Năm 1929, ông kết hôn với Kathleen Anne Cameron.